# Верховный суд Джибути
Верхо́вный су́д Джибути (фр. Cour Suprême du Djibouti) — высший судебный орган в Республике Джибути. Он рассматривает уголовные, гражданские, административные и финансовые дела (связанные с расходованием бюджетных средств, то есть выполняет, в том числе, финансовый контроль).
Правовая система Джибути является смешанной и включает в себя сочетание мусульманского, традиционного и французского права.
Верховный суд является кассационной инстанцией для судов общей юрисдикции, имеет право пересматривать решения судов, которые уже вступили в силу. Его главная задача заключается в обеспечении соблюдения законодательства, укреплении верховенства закона и демократии. Решения  суда не подлежат дальнейшему обжалованию и носят обязательный характер для всех государственных органов.
Верховный суд состоит из:
- Председателя, назначенного Президентом Республики на 2 года;
- Четырёх профессиональных судей из Высшего суда юстиции (для государственных служащих);
- Двух заседателей с правом совещательного голоса от суда первой инстанции районов Республики Джибути и суда апелляционной инстанции Джибути (они назначаются на один год);
- Главного Кади Джибути (по мусульманскому праву) и специалиста в области традиционного (племенного) права.